# 马耳他国徽

1964到1975年的马耳他总督徽章

目前的馬爾他國徽啟用於1988年，為盾徽，圖案與國旗同。上有五垛並帶緩衝閘的壁形冠。左右分別飾以橄欖和棕櫚枝條，下方的綬帶書「馬爾他共和國」。